# Ctenochira pastoralis
Ctenochira pastoralis är en stekelart som först beskrevs av Johann Ludwig Christian Gravenhorst 1829.  Ctenochira pastoralis ingår i släktet Ctenochira och familjen brokparasitsteklar. Arten är reproducerande i Sverige. Utöver nominatformen finns också underarten C. p. ruficoxis.